# Sander & Janzen

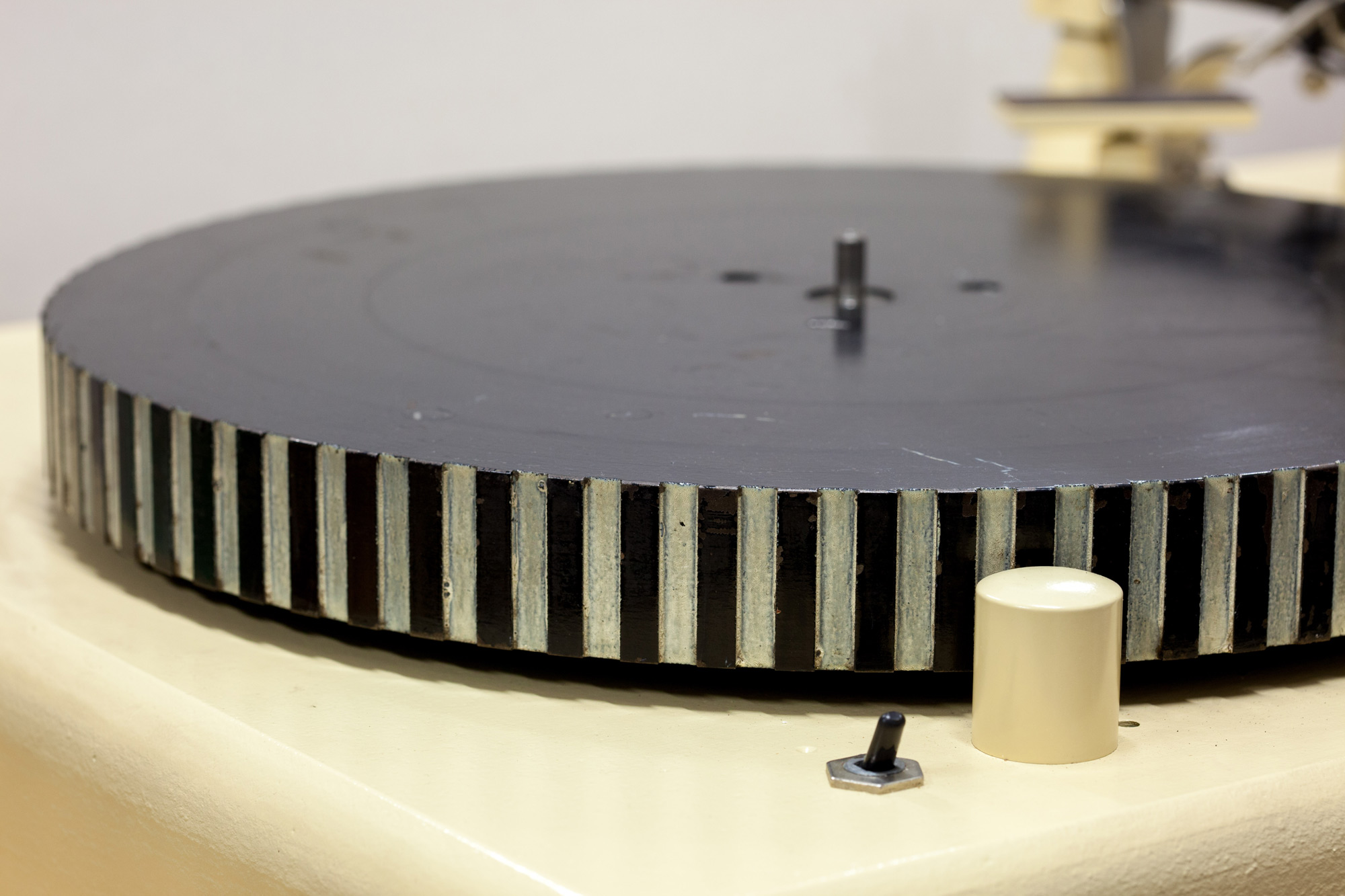
Schimon / Sander & Janzen Studioplattenspieler (1949)

Sander & Janzen (SAJA) war ein Berliner Unternehmen, welches sich hauptsächlich mit der Herstellung professioneller Magnetbandgeräte für Studio- und Rundfunkzwecke beschäftigte, aber auch Studioplattenspieler fertigte. Mitte der 1950er Jahre avancierte SAJA in der DDR zum Hauptlieferanten von Studiobandmaschinen.
Zunächst befand sich der Firmensitz im Ostteil Berlins. Nachdem die Unternehmensinhaber die DDR Mitte der 1950er Jahre in Richtung West-Berlin verlassen hatten, wurde die Firma im Westteil der Stadt fortgeführt und auf die Herstellung der ersten Heimtonbandgeräte ausgeweitet. Der 1956 vorgestellte Typ "MC4" war das erste, das "SAJA-export MK51" (1959) das letzte Modell dieser Gerätereihe.
Am 1. Juni 1960 erfolgte die Übernahme des Unternehmens durch die Firma Graetz.
Die verbliebene Produktionsstätte im Ost-Berliner Stadtbezirk Prenzlauer Berg übernahm nach der Übersiedlung der Unternehmensinhaber nach Westberlin Edgar Thurow. Infolge dieser Übernahme erfolgte die Umfirmierung des Unternehmens in THUROW KG. Der Ost-Berliner Betrieb produzierte weiterhin die Motoren und Maschinen der SAJA-Baureihen (Typenbezeichnung SJxxx bzw. Txxx). Das letzte, im Osten vom Typ SAJA durch die THUROW KG produzierte Gerät war die Studiobandmaschine SJ155. Die THUROW KG ging später im VEB Tontechnik auf, der bis zur Wende neben dem RFZ Berlin die Studiobandmaschinen für den Rundfunkbedarf fertigte (u. a. T 2211, T 2221).